# Stranputica (2004.)
Stranputica (eng. Sideways) je američka humoristična drama iz 2004. godine koju je režirao Alexander Payne, a za koju su scenarij napisali Payne i Jim Taylor. Film je adaptacija istoimenog romana iz 2004. godine autora Rexa Picketta, a radnja prati dvojicu 40-godišnjaka koje portretiraju glumci Paul Giamatti i Thomas Haden Church koji odlaze na putovanje u trajanju od tjedan dana u okrug Santa Barbara. Payne i Taylor osvojili su nekoliko filmskih nagrada za svoj scenarij. Giamatti i Church, kao i glumice Virginia Madsen i Sandra Oh koje glume žene koje se romantično povežu s njima dvojicom također su osvojili dosta pohvala i nagrada za svoje glumačke izvedbe.
Film Stranputica osvojio je prestižnu filmsku nagradu Oscar u kategoriji najboljeg adaptiranog scenarija, a pored toga bio je nominiran u još četiri druge kategorije, uključujući one za najbolji film i redatelja.

## Radnja
Miles Raymond (Paul Giamatti) je neuspješni pisac, obožavatelj vina i depresivni učitelj engleskog jezika koji živi u San Diegu i koji sa svojim kolegom i prijateljem (glumcem koji se nalazi pred vjenčanjem) Jackom Coleom (Thomas Haden Church) odlazi na putovanje dugo tjedan dana u vinarski okrug Santa Ynez Valley. I dok je za Milesa svrha ovog putovanja opuštanje i odmor, Jack želi iskusiti posljednju seksualnu aferu prije ulaska u bračne vode.
U vinarskom okrugu dvojica muškaraca upoznaju Mayu (Virginia Madsen), konobaricu u Milesovom omiljenom restoranu The Hitching Post i njezinu prijateljicu Stephanie (Sandra Oh) zaposlenicu u lokalnoj vinariji. Organiziraju dvostruki spoj bez otkrivanja činjenice da se Jack treba uskoro oženiti. Jack i Stephanie vrlo brzo ulaze u aferu, dok se Miles pokušava povezati s Mayom.
Maya uskoro otkriva da se Jack treba oženiti i to kaže Stephanie koja napada Jacka i lomi mu nos. Miles se napije dok se nalazi u sobi u kojoj se kuša vino, dok se istovremeno Jack upoznaje s drugom ženom i zavodi ju. Kako bi objasnio slomljeni nos svojoj zaručnici, Jack nagovori Milesa da svoj vlastiti automobil zabije u drvo. Na vjenčanju Miles se suočava s bolnom činjenicom da mu se njegova bivša supruga nikad neće vratiti. Potpuno sam ispija svoje omiljeno vino - Château Cheval Blanc iz 1961. godine - u restoranu koji se nalazi pokraj ceste. Kasnije prima poruku od Maye koja mu kaže da je uživala čitajući njegov novi roman i koja ga poziva da ju dođe posjetiti. U posljednjoj sceni filma vidimo Milesa koji se vraća u Santa Ynes te kuca na Mayina vrata.

## Glumačka postava
- Paul Giamatti kao Miles Raymond
- Thomas Haden Church kao Jack Cole
- Virginia Madsen kao Maya Randall
- Sandra Oh kao Stephanie
- Marylouise Burke kao Phyllis Raymond
- Jessica Hecht kao Victoria
- Stephanie Faracy kao majka od Stephanie
- Missy Doty kao Cammi
- M.C. Gainey kao Cammin suprug
- Alysia Reiner kao Christine Erganian
- Shake Tukhmanyan kao Gđa. Erganian
- Shaun Duke kao Mike Erganian

## Kritike
Time Out London napisao je da je film "inteligentan, zabavan i dirljiv", a Roger Ebert iz Chicago Sun-Timesa dao je filmu četiri zvjezdice i istaknuo: "Ono što se događa tijekom tih sedam dana svakako spada u najbolju ljudsku komediju godine - komediju, jer je humoristično, a ljudsko jer je iznenađujuće dirljivo." Na popularnoj Internet stranici Metacritic film ima 94% pozitivnih kritika, dok na Internet stranici Rotten Tomatoes film ima rijetkih 97% pozitivnih kritika (206 pozitivnih kritika od sveukupno 213).
Kao iznenađujući hit, film Stranputica postao je popularan ne samo u Hollywoodu, već i u ostatku SAD-a i svijeta. Zbog toga što je tamo sniman, Santa Ynez Valley postala je popularno turističko odredište. Sam film nominiran je za pregršt filmskih nagrada od kojih je mnoge i osvojio, a često se proziva "najbolje ocijenjenim filmom 2004. godine". Uz iznimku glavnog glumca Giamattija koji je već glumio u kritički uspješnim filmovima, za ostale glumce film je označio njihov najveći dotadašnji uspjeh. Haden Church i Madsen bili su nominirani za svoje uloge za prestižnu filmsku nagradu Oscar. Time Magazine je od tog filma nadalje proglasio Giamattija "najboljim karakternim glumcem na svijetu". Sandra Oh, koja je od tada prekinula romantičnu vezu s redateljem filma Alexanderom Payneom počela je glumiti u popularnoj seriji Uvod u anatomiju za koju je osvojila nagrade Zlatni globus i Screen Actors Guild Award. Church je poslije filma zaigrao u velikom hitu Spider-Man 3.
Film Stranputica magazin Empire postavio je na 494. mjesto najboljih 500 filmova svih vremena u svojoj listi objavljenoj 2008. godine.

## Utjecaj filma na industriju vina
Kroz čitavi film Miles pozitivno priča o crnom vinu iz sorte Pinot, dok mu se Merlot ne sviđa. Nakon što je film započeo sa svojom službenom kino distribucijom u listopadu 2004. godine, prodaja Merlota pala je za 2% dok se prodaja vina Pinot podigla za 16% u zapadnom dijelu SAD-a. Slična situacija dogodila se i u Britaniji. Prodaja Merlota pala je nakon početka kino distribucije filma vjerojatno zbog Milesovog konstantnog podcjenjivačkog govora u vezi te vrste vina u filmu.

## Glazba iz filma
Na originalnom soundtracku filma nalazi se 15 instrumentalnih jazz skladbi koje je napisao i producirao Rolfe Kent, a koje je uredio i odsvirao sastav Tonyja Blondala. Kent je bio nominiran u kategoriji najbolje originalne glazbe za nagradu Zlatni globus, a sama glazba je postala toliko popularna da su obožavatelji tražiti turneju. Na kraju je Kent pristao posjetiti nekoliko gradova, ali zbog previše obaveza nije mogao obići sve koji su ga tražili.

## Nagrade i nominacije
Film Stranputica sveukupno je osvojio 102 različite filmske nagrade, a za još dodatne 34 bio nominiran.

### Oscar
Film Stranputica nominiran je u pet kategorija za prestižnu filmsku nagradu Oscar, a osvojio je jednu:
- Najbolji scenarij (Alexander Payne i Jim Taylor)
- Najbolji film
- Najbolji redatelj (Alexander Payne)
- Najbolji sporedni glumac (Thomas Haden Church)
- Najbolja sporedna glumica (Virginia Madsen)

### Zlatni globus
Film Stranputica nominiran je u sedam kategorija za filmsku nagradu Zlatni globus, a osvoji je dvije:
- Najbolji film (komedija/mjuzikl)
- Najbolji scenarij - Alexander Payne i Jim Taylor
- Najbolji redatelj - Alexander Payne
- Najbolji glumac (komedija/mjuzikl) - Paul Giamatti
- Najbolji sporedni glumac - Thomas Haden Church
- Najbolja sporedna glumica - Virginia Madsen
- Najbolja originalna glazba - Rolfe Kent

## Vanjske poveznice
- Stranputica u internetskoj bazi filmova IMDb-a
- Stranputica na Box Office Mojo
- Stranputica na Rotten Tomatoes
- Sideways  Arhivirana inačica izvorne stranice od 18. ožujka 2013. (Wayback Machine) review by Roger Ebert
- The Danish Soul of That Town in Sideways